# Wiking Sjöstrand
Stig Viking Sjöstrand, född 7 december 1930 i Sankt Görans församling, Stockholms stad, död 4 december 2015 i Danderyds församling, Stockholms län, var en svensk ingenjör och företagsledare.

## Biografi
Sjöstrand avlade avgångsexamen vid Kungliga Tekniska högskolan som bergsingenjör 1957. Han var anställd inom Luossavaara-Kiirunavaara Aktiebolag 1957–1971 och 1972–1979, bland annat som chef för Svappavaaragruvan, som personalchef och teknisk chef i Kiruna och som chef i Malmberget. Sjöstrand var verkställande direktör för Dannemora gruvor 1971–1972, chef för Svenskt Stål Aktiebolags gruvdivision i Grängesberg 1979–1981, verkställande direktör för Luossavaara-Kiirunavaara Aktiebolag 1981–1986 och 1988–1991 samt styrelseordförande där 1986–1988. Han var ståthållare inom Kungliga hovstaterna 1991–1996. Sjöstrand invaldes som ledamot av Ingenjörsvetenskapsakademien 1989. Han vilar på Djursholms begravningsplats.